# Ryan France
Ryan France (Sheffield, 13 dicembre 1980) è un ex calciatore inglese, che giocava come centrocampista.